# ЗАЗ Таврія
ЗАЗ-1102 «Та́врія» — легковий передньопривідний автомобіль із кузовом типу хетчбек. Вироблявся на Запорізькому автомобілебудівному заводі з 1987 по 2007 рік.

## Історія

### Розробка

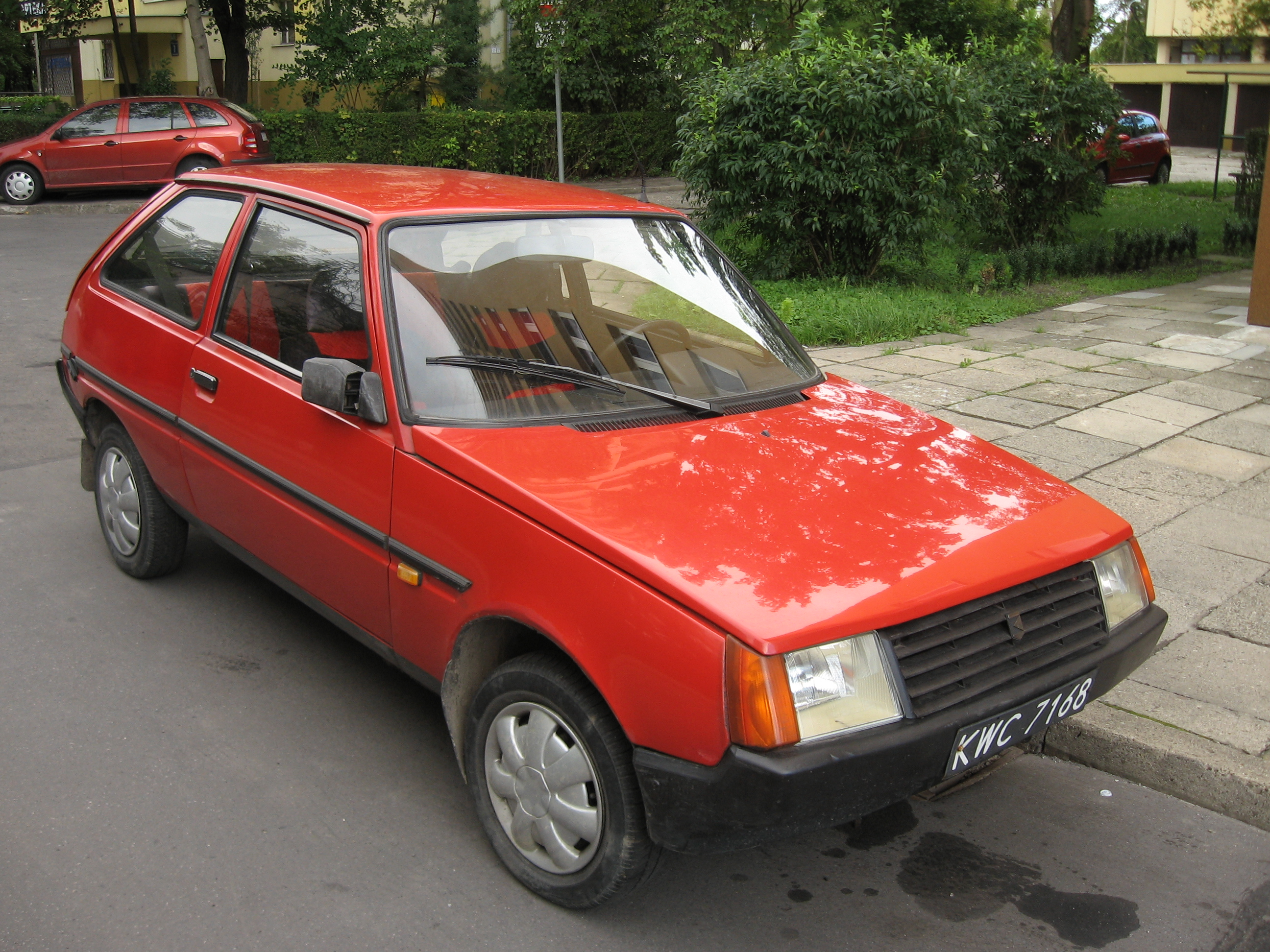
ЗАЗ-1102 Таврія

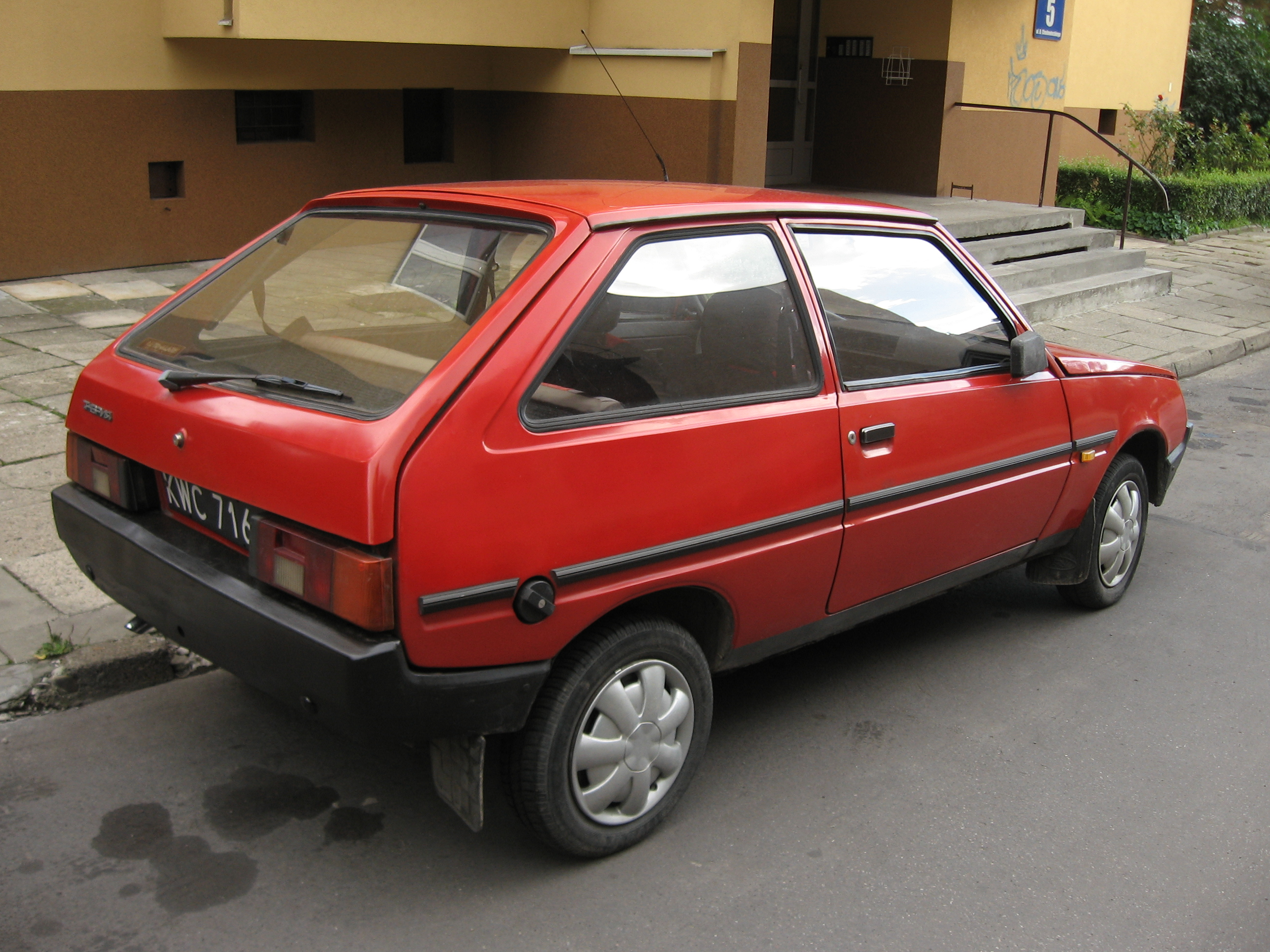
ЗАЗ-1102 Таврія

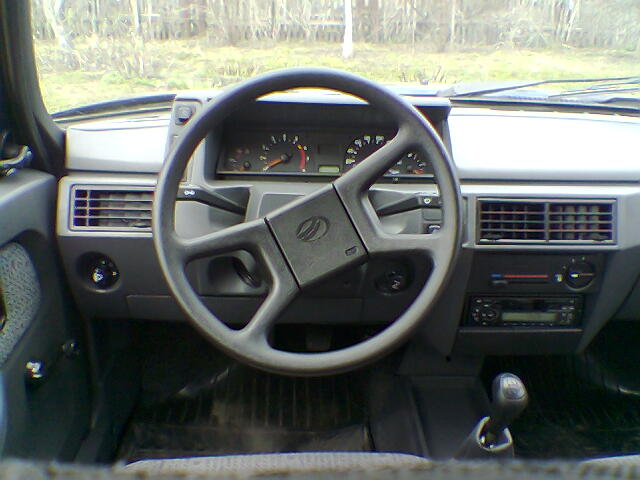

Ще на початку 1970-х група фахівців заводу на чолі з головним конструктором В. Стешенком, коли в СРСР роботи над новим масовим передньопривідним автомобілем тільки починалися, розробила багато цікавих концепцій, як у вигляді макетів, так і втілених у металі.
Слід зазначити, що з самого початку проєктувалося ціле сімейство автомобілів, яке містило, крім базового варіанту, також і повнопривідні модифікації, пікап, фургон, вантажівка і ін.
На першому дослідному автомобілі 1970 року силовий агрегат складався з безпосередньо двигуна, дискового діафрагмового зчеплення і п'ятиступінчастої коробки передач з єдиною масляною ванною. Для повнопривідних модифікацій передбачалося встановлення колісних редукторів на передні колеса для збереження динаміки автомобіля при використанні стандартної трансмісії. Для передачі крутного моменту на задній міст передбачалось встановлення редуктора безпосередньо в приводі заднього моста. Для інвалідних модифікацій майбутньої «Таврії» проєктувалося автоматичне зчеплення. Робочий об'єм двигунів для різних шасі становив 0,9 і 1,0 літра при потужності 40 і 44 к. с. відповідно. Передньопривідний автомобіль з кузовом дводверний седан, який мав габарити 3750х1580х1380 мм, базу 2300 мм, масу 800 кг і максимальну швидкість 140 км/год. Цей автомобіль, що отримав назву «Перспектива» (марка «Таврія» з'явилася значно пізніше) випробовувався протягом 1972—1973 років.
1973 року побачила світ нова серія автомобілів, що використовувала в оформленні деякі деталі інтер'єру ВАЗ-2101. У другому сімействі були враховані виявлені раніше недоліки. Автомобілі цього року мали масу 700 кг, габарити 3700х1540х1370 мм, двигун з робочим об'ємом 1,0 л. Примітно, що практично при тому ж обсязі салону, що і у ВАЗ-2101, власна маса автомобіля була меншою на 100 кг.
1974 року прототипи були дещо підкоректовані в частині екстер'єру.
1975 року побачив світ новий варіант «Таврії». Ця модель створювалася в співробітництві з конструкторами ВАЗу, які працювали над своєю моделлю ВАЗ-1101. Причому, кожен конструкторський колектив йшов своєю дорогою, закладаючи в проєктовані автомобілі уніфікацію низки комплектуючих для його здешевлення. Проте, з низки причин і цей зразок також не потрапив у серійне виробництво.
За рік концепції інженерів-розробників знову змінилися і з'явилася дослідна «Таврія» з повним приводом.
Після вивчення на ЗАЗі автомобілів Ford Fiesta зразка 1976 року, до 1978 року з'явилася чергова варіація ЗАЗ-1102. Мабуть, це вже були прототипи саме тією «Таврії», яку ми знаємо, хоча і сильно все ж від неї відрізнялися. На цьому зразку тривав пошук стилістичних рішень майбутнього автомобіля — експериментували з передньою облицюванням радіатора із пластику, розробили кілька варіантів приладової панелі і деталей інтер'єру. Однак візуально автомобіль подібний на Chrysler Sunbeam.Згодом на автомобілі з'явилися формована оббивка стелі, дверей, багажного відділення. Всього в автомобілі було застосовано 55 кг пластикових деталей. Під час підготовки автомобіля було отримано та впроваджено в життя 26 авторських свідоцтв. Загалом, автомобіль був практично готовий у 1978—1979 роках, хоч і стояла ще неминуча потреба доведення вузлів, проте в серію ЗАЗ-1102 потрапив лише 1988 року. Частково це пов'язують і з тим, що керівництво Міністерства транспорту СРСР, в якому працювало дуже багато колишніх працівників АвтоВАЗу, бажало бачити перший в країні передньоприводний автомобіль виробництва Волзького заводу, тому чекало на появу ВАЗ-2108.

### Виробництво

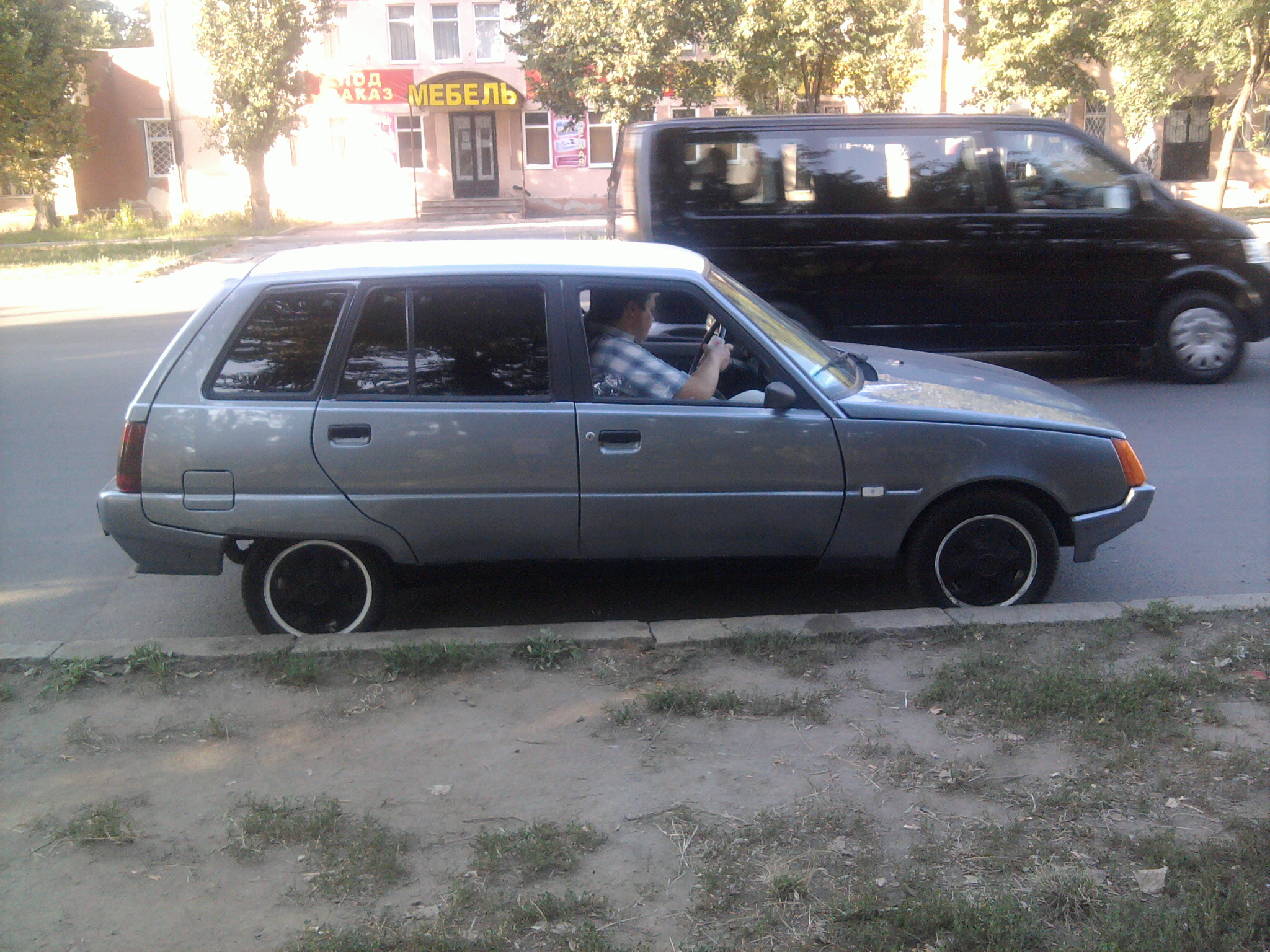
ЗАЗ-1105 Дана (1994—1997)

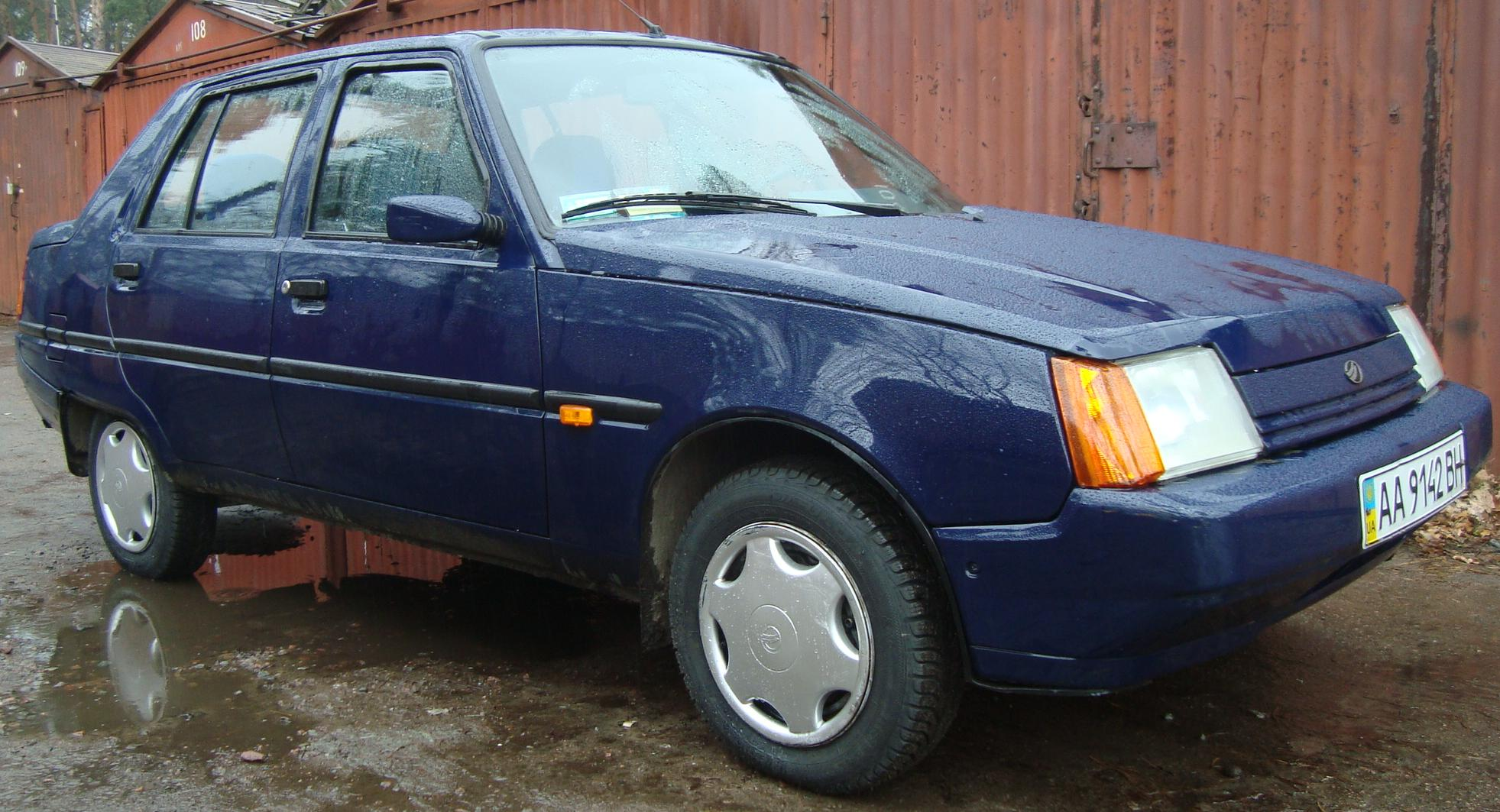
ЗАЗ-1103 Славута (1999—2011)

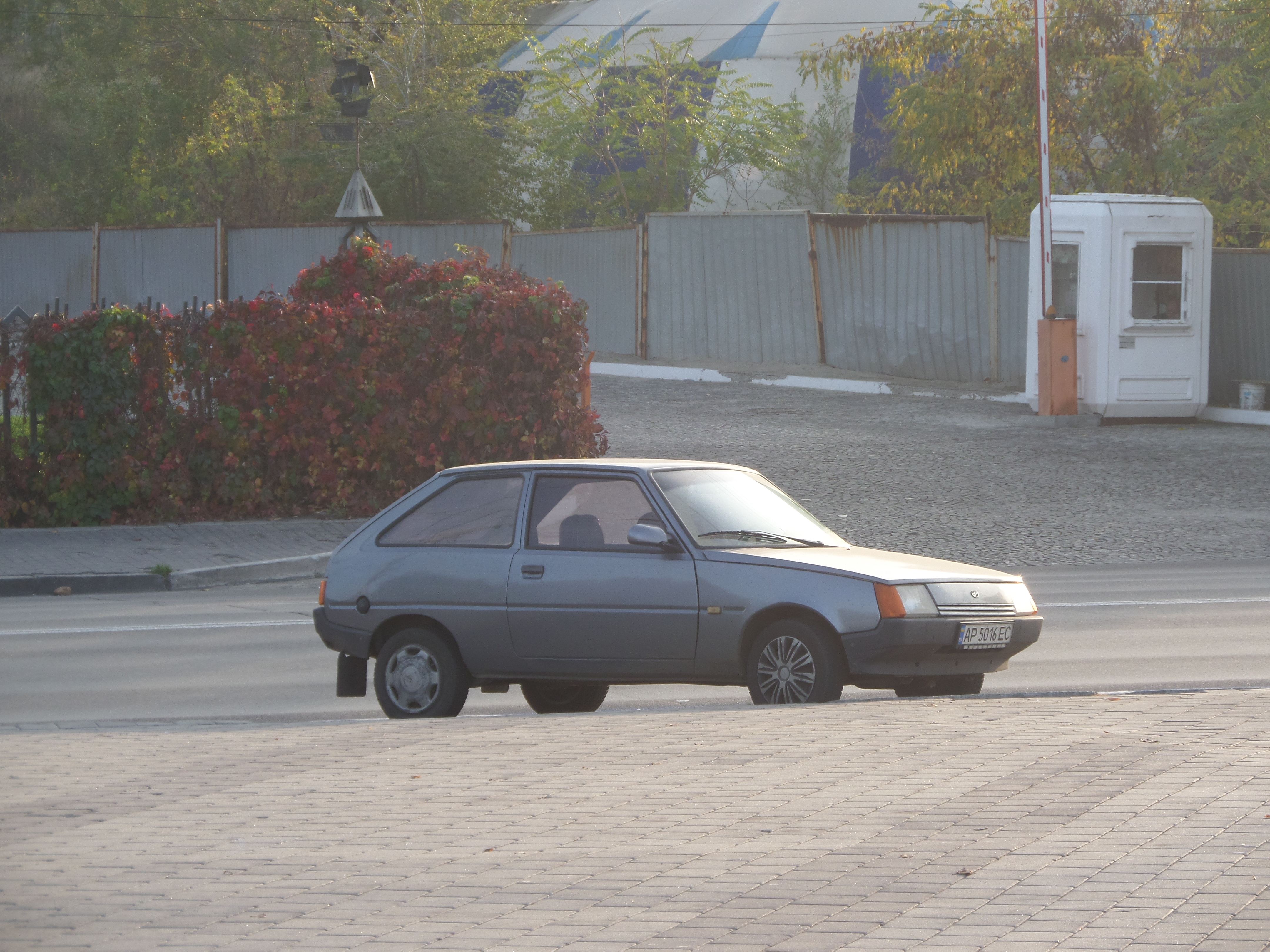
ЗАЗ-1102 «Таврія Нова» (1998—2007)

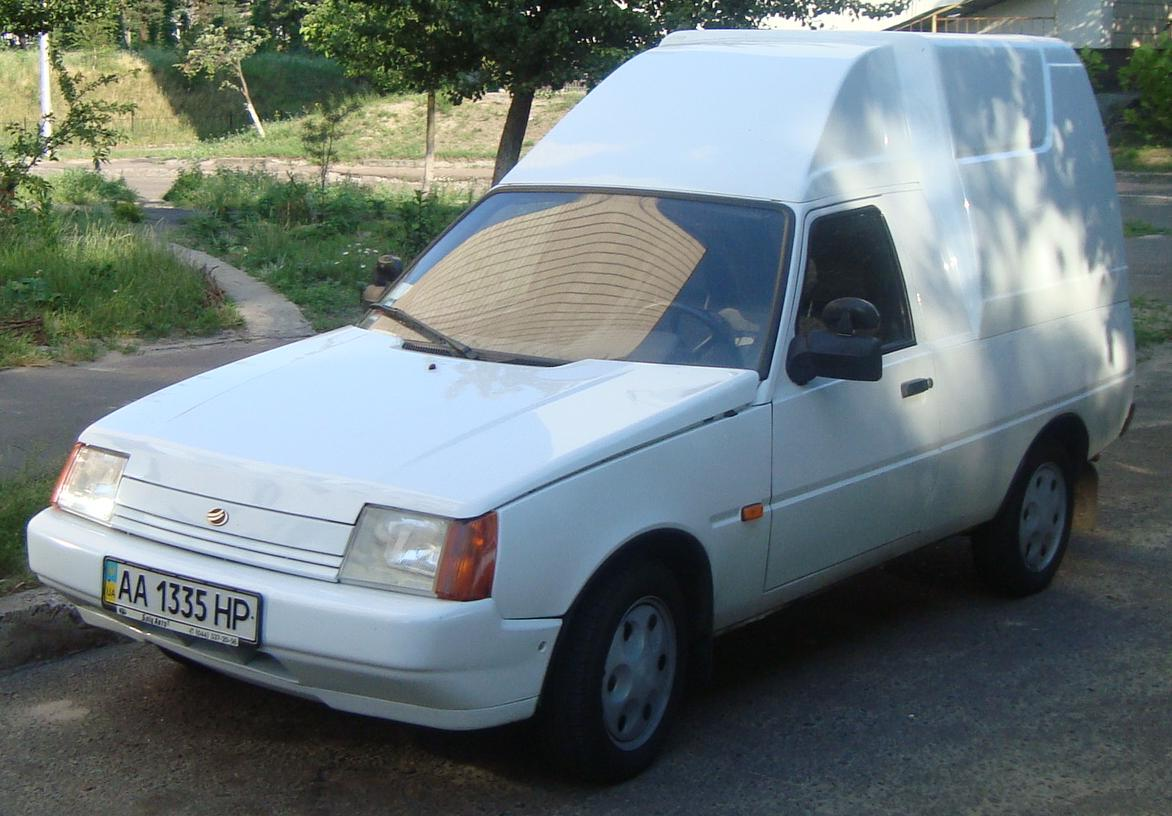
ЗАЗ-11055 Таврія Пікап (1993—2011)

Перші серійні «Таврії» зійшли з конвеєра 18 листопада 1987 року. У той час «Таврія» позиціонувалася як виключно економічний автомобіль. У 1989 році Мінавтопромом СРСР був випущений рекламний ролик youtube [Архівовано 12 лютого 2019 у Wayback Machine.] для західного ринку, в якому водій заправляє «Таврію» з своєї запальнички.
З 1994 року почалося виробництво ЗАЗ-1105 «Дана» — модифікації з кузовом універсал. Тоді ж була представлена і модель ЗАЗ-1103 «Славута» з кузовом ліфтбек, проте її серійне виробництво почалося тільки в 1999 році.
В 1997 році знята з виробництва ЗАЗ-1105 «Дана».
В 1999 році «Таврію» на конвеєрі почала змінювати «Таврія Нова» — модифікація створена спільно з Daewoo, спрямована на усунення виявлених недоліків і поліпшення техніко-експлуатаційних показників.
За весь час виробництва автомобілі сімейства ЗАЗ-110х вироблялися в десятках конфігурацій. Використовувалося кілька двигунів об'ємом від 1,1 до 1,3 літра (карбюраторні й інжекторні), різні інтер'єри, правокермові варіанти, варіанти з вакуумним підсилювачем гальм і без нього, кілька варіантів з кузовом «фургон» і т. д. Дещо осібно стоїть модифікація «Таврії» з двигуном FIAT 903 потужністю 45 к. с. і 4-ступінчастою КПП. Мала потужність, дорожнеча запасних частин і труднощі з їх пошуком не виправдовували низьку витрату палива, тому такий мотор — рідкість. Не менша рідкість і дрібносерійна версія з двигуном ВАЗ-2108. Таких машин було продано зовсім трохи і майже всі пропоновані на вторинному ринку автомобілі (окрім двигуна і КПП також обов'язкове встановлення підвіски від 2108) перероблені власниками самостійно.
Правда слід зауважити, що мелітопольський двигун МеМЗ-245, за рахунок того, що він є довгоходним, з хорошою тягою на низьких обертах (навідмінно від двигуна ВАЗ), сенсу в цій модифікації небуло. Врахувати також слід, що завод представив новий український двигун збільшеного об'єму та потужності.
Після початку на ЗАЗі виробництва автомобіля Daewoo Lanos на «Славуту» стали ставити деякі елементи оформлення від Деу Ланос — наприклад, сидіння і тканинні вставки в двері. Керівництво заводу кілька разів у 2006 і 2007 роках заявляло про швидке зняття моделі з виробництва. Остання серійна Таврія була випущена восени 2007 року.
У кінці січня 2011 року з конвеєра зійшов останній автомобіль моделі «Славута», виробництво якої тепер повністю припинено.

## Будова автомобіля

### Кузов
Кузов ЗАЗ-1102 закритий, суцільнометалевий, несучого типу, так званий хетчбек: автомобіль має 3 дверей. Передній та задній бампери пластмасові. Довжина Таврії 3708 мм, ширина 1554 мм, висота 1410 мм, об'єм багажника становить 250 л, а при складених задніх сидіннях — 630 л.

### Підвіска
Передня підвіска: незалежна, типу «Макферсон». Задня підвіска: напівнезалежна, зі стабілізуючою поперечиною балкою.
Кермове управління рейкове, з пристроєм запобігання викраденню, травмобезпечне. Кермовий механізм з'єднується з поворотними стояками бічними тягами. Кермовий вал — розрізний, частини валу з'єднуються муфтою з гумовими втулками.
Колеса дискові, штамповані, закріплені трьома гайками. Запасне колесо розташоване зліва під капотом. Шини радіальні, безкамерні, розміром 155/70 R13.
Передні гальма в «Таврії» дискові, мають плаваючу скобу та автоматичну компенсацію зношування накладок гальмових колодок. Задні гальма — барабанні, колодки плаваючі з автоматичною компенсацією зношування накладок колодок. Гальмо для стоянки ручне, з тросовим приводом на колодки задніх коліс від важеля, розташованого між передніми сидіннями. В цілому гідравлічна гальмівна система автомобіля двоконтурна, складається з двох незалежних систем для гальмування передніх та задніх коліс по діагоналі, має сигналізацію аварійного стану системи гальм. У приводі гальм на переважній більшості «Славут» встановлювався вакуумний підсилювач.

### Двигуни
Таврія випускалася з карбюраторними двигунами об'ємом 1,1 л виробництва Мелітопольського моторного заводу. Силові агрегати мають 4 циліндри, що розміщені в ряд поперек автомобіля. Всі двигуни чотиритактні, верхньоклапанні. Система змащування мотора комбінована, під тиском змащуються підшипники колінчатого та розподільчого валів, осі «коромисел»; розбризкуванням масла — циліндри та механізми газорозподілення. Систему вентиляції картера двигуна замкнено через повітроочисник. Система охолодження двигуна рідинна, закритого типу, з розширювальним бачком; клапан термостата відкривається при температурі +80 °C, повне відкриття при +95 °C; електровентилятор закріплено у кожусі радіатора, він вмикається автоматично. Система запалювання двигуна батарейна, безконтактна, номінальна напруга 12 В.

## Модифікації
- ЗАЗ-1100 Tavria Poch XL — експортний варіант з подовженою задньою частиною кузова
- Безпосередньо ЗАЗ-1102 (1988—1990) — базова модель. Автомобіль призначався передусім для внутрішнього ринку і офіційно заводом випускався в двох варіантах: «Стандарт» (комплектувався фарами головного світла від СЕАЗ-1111, облицювання радіатора було виконане у вигляді пластикової «решітки») і «Норма» (додатково встановлювалися підголовники на передніх сидіннях, комбінована оббивка салону, «двірник» і омивач заднього скла, а також інші облицювання радіатора (без прорізів) і чехословацькі блок-фари врівень з облицюванням). Встановлюваний двигун — МеМЗ-245 (робочий об'єм 1100 куб. см, 51 к. с.). При цьому варто відзначити, що більш дешеві фари від «Оки» призначалися «стандарту», але насправді з'являлися на всіх комплектаціях — ставили те, що було на складі.
- ЗАЗ-110206 (1990—1997) — позначення модернізованого базового ЗАЗ-1102, від якого відрізнявся обробкою салону (нове кермо, підголовники на передніх сидіннях на всіх автомобілях), наявністю повторювачів покажчиків повороту на передніх крилах, молдингів на боковинах (на частини машин), очищувача, омивача і обігріву заднього скла (не тільки на «люксі», але й частини «стандарту»). Також встановлювався гідрокоректор фар, вакуумний підсилювач гальм, нові Шруси (з 1994 року). Встановлюваний двигун — МеМЗ-245 (робочий об'єм 1100 куб. см, 51 к. с.). На базі цього автомобіля випускалися наступні комплектації:
- ЗАЗ-110206-35 — модифікації «Норма» повної комплектації. Автомобіль комплектувався пластиковими декоративними колісними ковпаками, пофарбованими в масі. Встановлювалися: модернізована панель приладів; триважільний підкермовий перемикач; м'яка полиця багажника; оббивки боковин і дверей з комбінованими вставками; молдинги боковин; однотонна тканинна оббивка на сидіння; металеве облицювання радіатора; спойлер двері задка з додатковим сигналом «Стоп»; нижній спойлер задка; підсилювач гальм; накладки середніх і задніх стійок кузова. Відсутні поручні для задніх пасажирів, підкапотна лампа, заглушки на бамперах.
- ЗАЗ-11027 — інвалідна модифікація для осіб з одного непрацездатною ногою. Автомобіль обладнаний: спеціальною педаллю управління дросельними заслінками карбюратора, електровакуумним приводом виключення зчеплення, спеціальною педаллю керування гідравлічною гальмівною системою, важелем стоянкової системи під праву або ліву руку, спеціальним ножним перемикачем коробки передач, вимикачем маси, спеціальним знаком обмеження швидкості (60 км / год) на передньому і задньому склі, спеціальним кермовим колесом зі струмознімачем на валу. На кермовому валу змонтовані: вимикач звукового сигналу, перемикач показників поворотів, вимикач світла фар, кнопка ввімкнення склоочисника і склоомивача, кільце вибору передач.
- ЗАЗ-11028 — інвалідна модифікація для осіб з двома непрацездатними ногами. Автомобіль обладнаний: електровакуумним приводом зчеплення, ручним приводом керування дросельними заслінками карбюратора, важелем керування гідравлічною гальмівною системою, двоважільним перемикачем світлової сигналізації і склоочисниками, вимикачем маси, спеціальною рукояткою (на важелі управління коробкою передач) з кнопкою викмкнення електровакуумного приводу вимикання зчеплення.
- ЗАЗ-11029 — модифікація, призначена для осіб з одною здоровою рукою і ногою. Автомобіль обладнаний: спеціальною педаллю управління дросельними заслінками карбюратора, електровакуумним приводом виключення зчеплення, спеціальною педаллю керування гідравлічною гальмівною системою, важелем стоянкової системи під праву або ліву руку, спеціальним ножним перемикачем коробки передач, вимикачем маси, спеціальним знаком обмеження швидкості (60 км / год) на передньому і задньому склі, спеціальним кермовим колесом зі струмознімачем на валу. На кермовому валу змонтовані: вимикач звукового сигналу, перемикач показників поворотів, вимикач світла фар, кнопка ввімкнення склоочисника і склоомивача, кільце вибору передач.
- ЗАЗ-1122 (1995—1997) — модель з двигуном і 4-х ступінчастою коробкою передач ВАЗ-2108 (об'єм 1300 куб. см). За потужніший двигун довелося заплатити щільною компоновкою під капотом, звідки прибрано запасне колесо. Деяка кількість автомобілів (близько 450 шт.) були укомплектовані 5-ти ступінчастою коробкою передач. Загальна кількість випущених автомобілів з таким двигуном (разом з універсалом ЗАЗ-1125) — близько п'яти тисяч екземплярів.
- ЗАЗ-1132 (1995—1997) — модель ЗАЗ-1132 відрізняється від базового автомобіля силовим агрегатом, двигун якого призначений для роботи на бензині А-76.
- ЗАЗ-1140 (1995—1997) — модель з двигуном FIAT DMB903 (4-х циліндровий, 4-х тактний двигун з нижнім розподвалом; робочий об'єм 903 см³, потужність 45 к. с. / 5600 об/хв; 67 Нм / 3000 об/хв, ступінь стиснення-9; витрата палива 4,5—5,5 л/100 км по трасі, 7—8 л у місті).
- ЗАЗ-11022 (1991—1997) — поліпшений ЗАЗ-110206. Основна відмінність полягає у зміненій трансмісії (передавальне число 5-ї передачі — 0,73; головної пари — 3,875), наявності підкермового перемикача з міжнародною символікою, поліпшеного замку капота з травмобезпечною рукояттю, замком пробки бензобака, а також наявністю прикурювача. На базі цієї моделі випускалися наступні комплектації:
- ЗАЗ-110216 — позначення комплектації «Люкс». На автомобілі, в порівнянні з базовою моделлю, були змінені торпедо, приладова панель, кермо, електрика. Встановлювалися задній склоочисник та омивач, жорстка задня полиця, колонки, магнітола Daewoo, змінені декоративні ковпаки на колеса. Також випускалася модель «Люкс-експорт» — додатково до поліпшень, впроваджених у комплектації «Люкс», встановлювалися люк у даху, литі диски, шкала спідометра була виконана в милях.
- ЗАЗ-110216-35 — варіант виконання «Люкс». Додатково встановлені: розширювальний бачок з датчиком рівня охолоджуючої рідини; контрольна лампа повітряної заслінки карбюратора; модернізовані ковпаки коліс; двохважельний підрулевий перемикач; комбінація приладів «Люкс» з додатковим резистором; модернізована панель приладів «Люкс»; скло задніх дверей з електропідігрівом; очисник і омивач скла дверей задка; реле переривчастого режиму роботи склоочисника; дверні вимикачі плафона освітлення салону; плафон освітлення салону; прикурювач; аудіосистема; спойлер двері задка з додатковим сигналом «Стоп»; молдинги боковин; накладки на середніх стійках кузова; оббивки боковин і дверей з комбінованими вставками; повітропровід для обігріву ніг задніх пасажирів; сидіння з тканинної оббивкою з малюнком; підголівники задніх сидінь; жорстка полиця багажника; облицювання радіатора — пластмасове.
- ЗАЗ-110216-40 — «Таврія Нова» модифікації «Люкс», оснащена двигуном з системою вприскування палива «Сіменс». Об'єм двигуна 1,1 л. Встановлювалися вихлопна система з каталітичним нейтралізатором; система електронного управління запаленням і подачею палива; шланги системи паливоподачі і уловлювання парів палива з фторкаучуку; додатковий фільтр тонкого очищення палива; електронасос подачі палива (замість бензонасоса на двигуні); комбінація приладів з лампою діагностики системи упорскування палива; безасбестові накладки колодок передніх і задніх гальм. Інші відмінності від базової моделі відповідають таким на модифікації ЗАЗ-110216-35.
- ЗАЗ-110220, ЗАЗ-110236 — експортний варіант виконання автомобіля 3АЗ-1102 з правим розташуванням керма і системою вприскування палива «Сіменс», що відповідає екологічним нормам «Євро-2». На відміну від базового ЗАЗ-1102 автомобіль комплектувався системою вловлювання та адсорбування випарів бензину, вихлопною системою з каталітичним нейтралізатором, бензобаком із заспокоювачем палива та рестриктором в заливний горловині (під неетилований бензин), системою електронного управління запаленням і подачею палива, шлангами системи паливоподачі і уловлювання парів палива виготовленими з фторкаучуку, додатковим фільтром тонкого очищення палива, електронасосом подачі палива (замість бензонасоса на двигуні). Комбінація приладів додатково оснащувалася лампою діагностики системи вприскування палива, шкала спідометра була оцифрована в милях. Також було змінено розташування плафона внутрішнього освітлення (над водієм) і поручня переднього пасажира[4].

## ЗАЗ-110240 «Таврія» (1991—1997; 1999—2007)

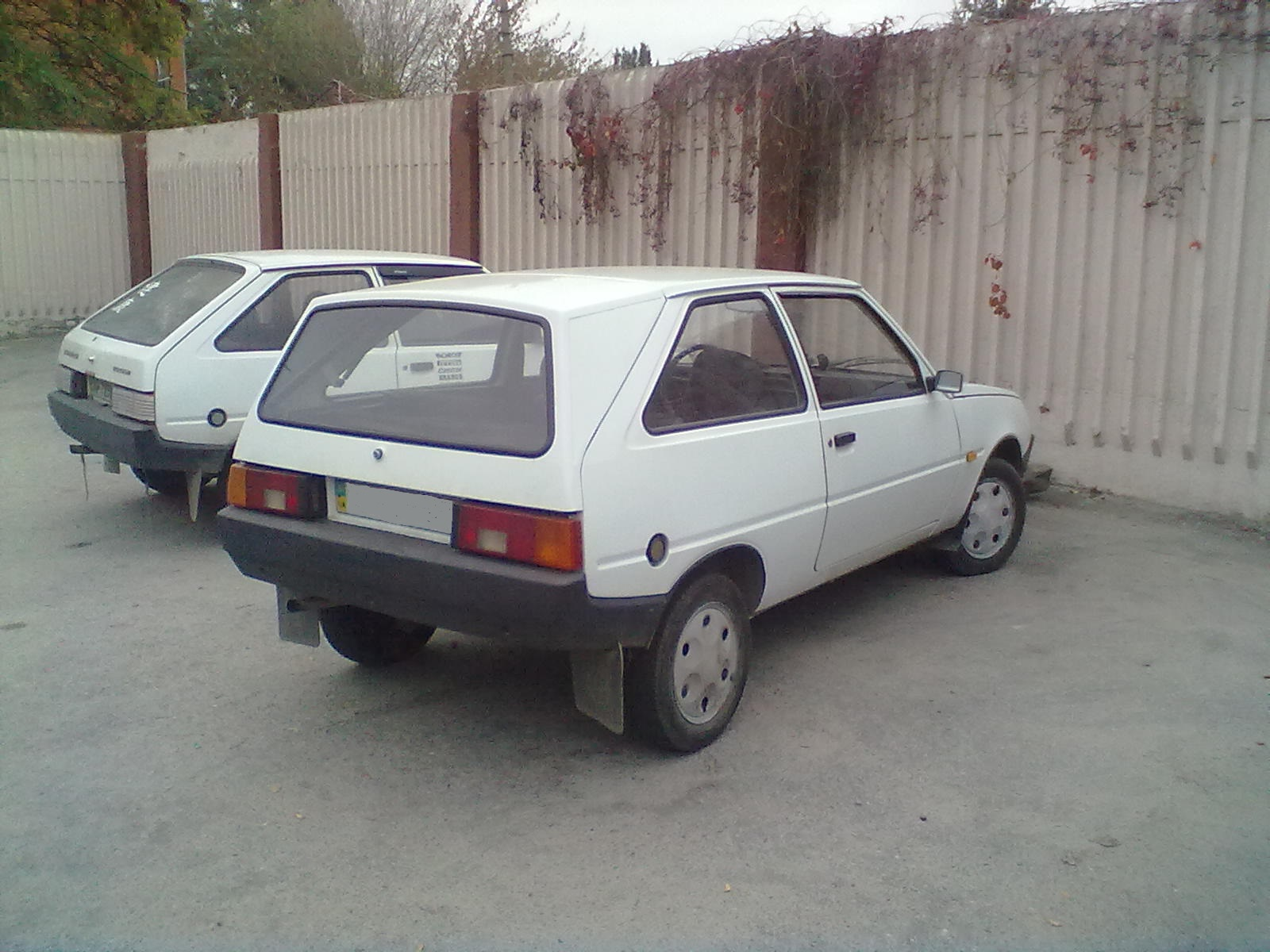
ЗАЗ-110240

ЗАЗ-110240 «Таврія» — вантажопасажирська модифікація базового автомобіля ЗАЗ-1102. Її дрібносерійне виробництво було почато в 1991 році під ім'ям ЗАЗ-11024 і тривало до 1997 року на базі ЗАЗ-110206. Для збільшення корисного об'єму багажника було знайдено цікаве рішення — замість задніх дверей встановили кришку з конфігурацією, що збільшує об'єм багажника. Споряджена маса автомобіля зросла на 33 кг в порівнянні з базовим хетчбеком. Пасажирський складаний задній диван був збережений.
Другий раз дана модель була поставлена на конвеєр в 1999 році і виготовлялася на базі «Таврії-Нова». Ці моделі комплектувалися двигуном МеМЗ-245 з робочим об'ємом 1,1 л, а з 2000 року в серію пішла модифікація ЗАЗ-110247, оснащена двигуном МеМЗ-2457 робочий об'ємом 1,2 л.
Крім того, випускалася експортна модифікація ЗАЗ-110246 з розташованими праворуч органами рульового управління (для країн з лівостороннім рухом). Також слід відзначити створення приблизно в 1993 році санітарної модифікації, яка, проте, у серію не пішла.

## ЗАЗ-110260 «Таврія» (1992—1997; 1999—2007)
ЗАЗ-110260 «Таврія» — вантажна модифікація базового автомобіля ЗАЗ-1102. На відміну від аналогічного за призначенням вантажопасажирського ЗАЗ-110240, дана модель мала заглушені бічні вікна за першим рядом сидінь, сидіння розташовувалися тільки спереду (відповідно, пасажиромісткість становила 2 особи), а кабіна була відокремлена від вантажного відсіку ґратами. Вантажопідйомність ЗАЗ-110260 становила 290 кг. Ця модель випускалася, як і ЗАЗ-110240, спершу в 1992—1997 роках на базі ЗАЗ-110206, а потім, з 1999 року — на базі «Таврії-Нова». З 2000 року в серію пішла модифікація ЗАЗ-110267, оснащена двигуном МеМЗ-2457 із робочим об'ємом 1,2 л.
Існувала модифікація ЗАЗ-110260-30. Її відмінності від комплектації ЗАЗ-110260 полягали у кузові з отвором у даху під антену. Встановлювався електродвигун вентилятора радіатора підвищеної потужності 90 Вт із датчиком увімкнення вентилятора при нижчій температурі. Крім цього, передній і задній бампери комплектувалися заглушками; встановлювалися декоративні колісні ковпаки від люксової модифікації «Таврії». Також від люксової модифікації сюди перекочували панель приладів «Люкс», оббивка дверей задка, пластмасове облицювання радіатора. Під капотом встановлювалася підкапотна лампа, а в салоні — дверні вимикачі плафона освітлення салону.

## Виробництво
У 1991 році відбувся перший рестайлінг автомобіля: змінилася форма передніх крил та елементів салону, була спроба перейти з дорогої чехословацької оптики на доступну вітчизняну. В наступні роки виробництво тривало з перемінним успіхом: далася взнаки кризова ситуація в Україні та низька якість комплектуючих. У 1998 році, з приходом корейських інвесторів, розпочинається випуск автомобіля Таврія Нова — вдосконаленої модифікації Таврії.
| Виробництво автомобілів Таврія у 1988–1997 рр. (шт.) |
| ---------------------------------------------------- |

## Оцінка автомобіля
Перевагами першого покоління Таврій завжди була невисока ціна, надійна підвіска та помірне споживання бензину. Водночас автомобіль відзначається схильністю до корозії, невибагливим інтер'єром та невисокою якістю електрообладнання.

## Факти
- Під час розробки і випробування модель мала назву «Перспектива»[7].
- Аналогічно «Запорожцю» «Таврія» широко використовувалася як автомобіль для інвалідів.
- Місткість багажника та реальна вантажопідйомність ЗАЗ-1102 Таврія Нова знаходиться в межах 500 кг.
- У 1990-ті роки ЗАЗ-1102 «Таврія» продавалася не тільки в СРСР, а й у деяких європейських країнах, наприклад, Франції, Греції і навіть у Латинській Америці, на деяких авторинках реалізація здійснювалася під брендом «Lada»[9].